# Pseudohydromys sandrae
Pseudohydromys sandrae  (Helgen & Helgen, 2009) è un roditore della famiglia dei Muridi endemico della Nuova Guinea.

## Descrizione

### Dimensioni
Roditore di piccole dimensioni, con la lunghezza della testa e del corpo di 102 mm, la lunghezza della coda di 95 mm, la lunghezza del piede di 21 mm, la lunghezza delle orecchie di 10,5 mm e un peso fino a 20 g.

### Aspetto
La pelliccia è corta. Le parti superiori sono grigio-brunastre chiare, mentre le parti ventrali sono bianche. La linea di demarcazione lungo i fianchi è netta. Le orecchie sono grigie. Il dorso delle zampe è bianco. La coda è più corta della testa e del corpo, è uniformemente chiara, con chiazze biancastre ed è rivestita da 17 anelli di scaglie per centimetro.

## Biologia

### Comportamento
È una specie terricola.

## Distribuzione e habitat
Questa specie è conosciuta soltanto da un maschio adulto catturato nella Provincia degli Altopiani del Sud di Papua Nuova Guinea.
Vive nelle foreste muschiose montane tra 800 e 850 metri di altitudine.

## Conservazione
Questa specie, essendo stata scoperta solo recentemente, non è stata sottoposta ancora a nessun criterio di conservazione.